# كردستان (جريدة)

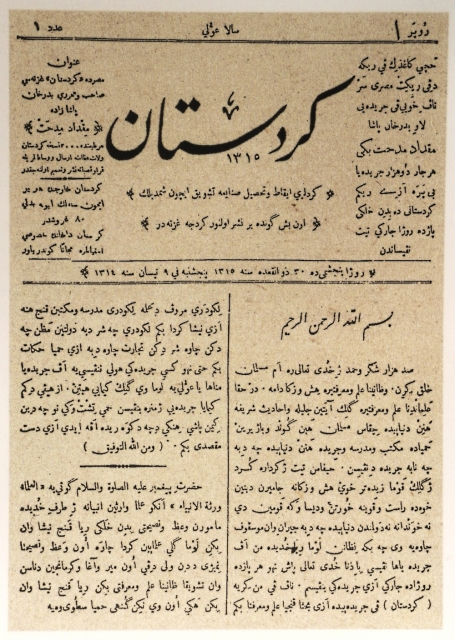
كردستان

كردستان كانت أول صحيفة كردية. لقد نُشرت لأول مرة في 22 أبريل 1898 في القاهرة في مصر بواسطة مقداد مدهاد بادرهان، عضو في جمعية صعود كردستان. وخلال أربع سنوات، تم طباعة 31 إصدارًا في مدن مثل القاهرة وجنيف ولندن وفولكستون. لقد كانت صحيفة معارضة نشرت في المنفى (خارج الدولة العثمانية) وبدعم من جمعية الاتحاد والترقي. تم حظر الصحيفة في الدولة العثمانية وكان لا بد من تهريبها. ووفقًا للرسائل الموجهة إلى المحرر، كان لها قراء في مدن مثل أضنة ودمشق وماردين وديار بكر. نُشرت مقالات تتعلق بمعارضة السلطان عبد الحميد الثاني والتاريخ والأدب الكردي. وفي عام 1991، قام الباحث أمين بوزارسلان بإعادة نشر وترجمة مجموعة من إصداراته إلى اللغة التركية الحديثة.